# Stazione di Tamamizu
La stazione di Tamamizu (玉水駅?, Tamamizu-eki) è una stazione ferroviaria della cittadina di Ide, distretto di Tsuzuki, nella prefettura di Kyoto in Giappone. La stazione è servita dalla linea Nara della JR West, ed è dotata di 2 binari passanti in superficie.

## Linee e servizi
JR West
■ Linea Nara

## Struttura
La stazione è costituita da due marciapiedi laterali con due binari passanti in superficie. 
| 1 | ■ Linea Nara | per Uji e Kyoto |
| 2 | ■ Linea Nara | per Kizu e Nara |

## Stazioni adiacenti
| «              | Servizio                 | »             |
| Linea JR Nara  | Linea JR Nara            | Linea JR Nara |
| -------------- | ------------------------ | ------------- |
| Yamashiro-Taga | Locale Rapido Settoriale | Tanakura      |
| Jōyō           | Rapido Rapido Miyakoji   | Kizu          |